# Auxiliadora
Auxiliadora é um bairro nobre na zona central da cidade brasileira de Porto Alegre, capital do estado  do Rio Grande do Sul. Foi criado pela lei 2022 de 7 de dezembro de 1959. Em 2019 o bairro contava com: 9.683 habitantes, distribuídos por seus 84,4 hectáres, com uma densidade populacional de 11.472,74 hab./km². A taxa de analfabetismo do bairro era de 0,46%, bem abaixo do índice geral de Porto Alegre que era de 3,86%. A renda média era de 8,89 salários mínimos por domicílio. O seu Índice de Desenvolvimento Humano Municipal é de 0,947, elevado em comparação o índice de 0,805 da cidade.

## Região de Planejamento
O bairro Auxiliadora está inserido na chamada Região de Gestão do Planejamento Um (RGP1), uma das oito Regiões de Gestão do Planejamento (RGPs) de Porto Alegre. Cada região reúne um grupo de bairros com afinidads entre si. No caso da RGP1, a qual reúne dezenove bairros incluindo o Auxiliadora, a área compreendida corresponde à parte mais antiga de Porto Alegre, que se desenvolveu ao redor do Centro Histórico e cresceu, sobretudo, em direção leste. Trata-se da porção mais urbanisticamente consolidada do município, com as mais altas densidades e a infraestrutura mais qualificada.

## Histórico

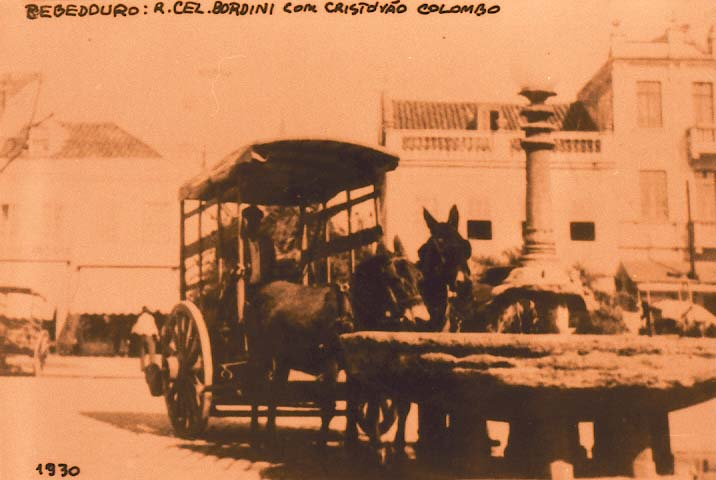
Bebedouro para cavalos na Avenida Cristóvão Colombo, 1930.

O bairro Auxiliadora tem sua origem nas últimas décadas do século XIX. Começou a se desenvolver através da Estrada da Aldeia (atual Rua Vinte e Quatro de Outubro), que ligava a capital à Freguesia da Aldeia dos Anjos, conhecida hoje como Gravataí.
Com a instalação de moinhos de vento nas propriedades de Antônio Martins Barbosa, conhecido como "Carlos Mineiro", a Estrada da Aldeia passou a ser mais frequentada, passando a chamar-se Estrada dos Moinhos de Vento. Em 1933, a Estrada Moinhos de Vento mudou seu nome para o atual, Vinte e Quatro de Outubro.
Crescendo lentamente, o bairro ganhou novo impulso em 1893, com a implantação de uma linha de bonde em sua região. No ano seguinte, o Prado da Independência passou a levar à região mais moradores. Com sucessivas implantações de linhas de bonde e novas construções no local, o Auxiliadora foi tomando ares de bairro.
Entre 1912 e 1913 iniciou-se o processo de loteamento das terras daquela região. Poucos anos depois, em 1916, foi erguida a capela de Nossa Senhora Auxiliadora, que deu o nome atual ao bairro. A capela tornou-se paróquia em 1919. Em 1961, foi inaugurado o novo prédio da igreja, em estilo greco-romano, inspirado na Igreja de la Madeleine de Paris.

## Características atuais
O bairro tem como uma de suas características as ruas planejadas e um misto de casas antigas e edifícios modernos. Oferece uma boa infraestrutura, com comércio variado, com bares e danceterias e restaurantes.

### Marcos
Áreas verdes
- Praça Oscar Boeira[8]

Cultura e lazer

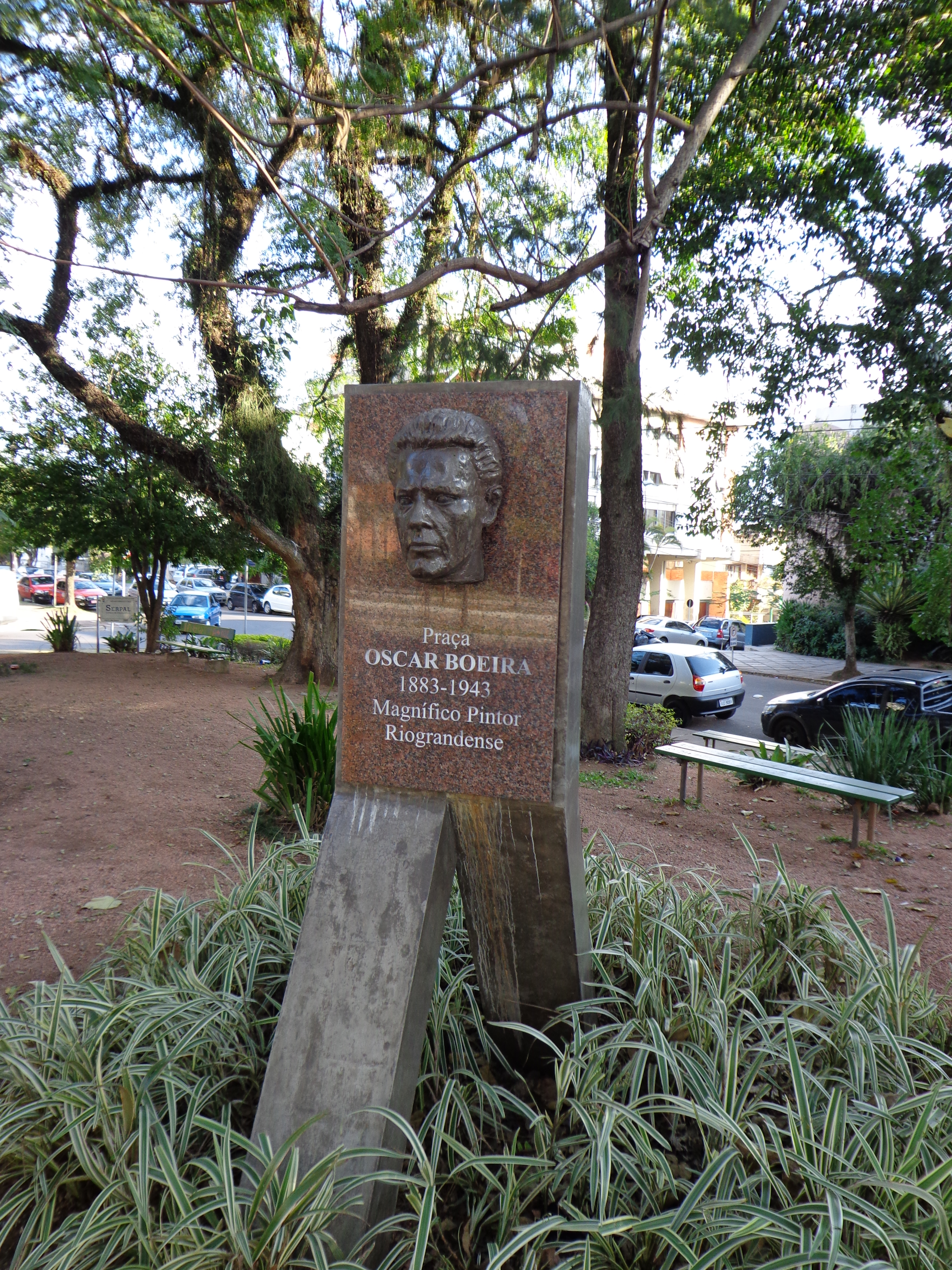
Busto de Oscar Boeira na praça homônima.

- Casa Boni (Instituto NT de Cinema)[9]
- Centro Cultural 25 de Julho[10][11]

Educação
- Escola Estadual de Ensino Fundamental General Daltro Filho[12]
- Colégio Estadual Piratini[13][14]

Outros
- Consulado Geral do Uruguai[15]
- Paróquia Nossa Senhora Auxiliadora

## Limites atuais
Ponto inicial e final: encontro da Avenida Cristóvão Colombo com a Rua Coronel Bordini; desse ponto segue pela Rua Coronel Bordini até a Rua Eudoro Berlink, por essa até a Rua Pedro Chaves Barcelos, por essa até a Rua Campos Sales, por essa até a Avenida Carlos Gomes, por essa até a Avenida Augusto Meyer, por essa até a Rua Dom Pedro II, por essa até a Avenida Cristóvão Colombo, por essa até a Rua Coronel Bordini, ponto inicial.

## Residentes antigos e atuais notáveis
- Armando Boni, arquiteto ítalo-brasileiro[16]
- Carlos Urbim, jornalista e escritor.
- Ivo Bender, dramaturgo[17]

### Bibliográficas
- FRANCO, Sérgio da Costa. Porto Alegre: Guia Histórico, 2º edição. Porto Alegre: Editora da Universidade/UFRGS, 1992.
- RIOS, Renata Ferreira. Histórico – Auxiliadora.
- Dados do censo/IBGE 2000